# Printer's Devil
Printer's Devil este episodul 111 al serialului american Zona crepusculară. Titlul provine de la expresia diavolul tiparniței⁠(d) (i.e. un ucenic într-o tiparniță). A fost difuzat pe data de 28 februarie 1963.
Intriga inițială este influențată de celebrul motiv al pactului cu Diavolul: un bărbat misterios și excentric - interpretat de Burgess Meredith - contribuie la succesul unui ziar local, unde ocupă funcția de reporter și operator de mașină de tipărit, dezvăluind în cele din urmă că dorește să obțină sufletul editorului în schimbul serviciilor sale. Acest episod de o oră a fost scris de Charles Beaumont și se bazează pe scurta sa povestire din 1951 „The Devil, You Say”.

## Prezentare

### Introducere
| “ | Îndepărtați visul unui om, umpleți-l cu whisky și disperare, trimiteți-l pe un pod singuratic, lăsați-l să stea acolo de unul singur privind apa întunecată și încercați să vă imaginați cugetările care îi cutreieră mintea. Voi nu puteți, eu nu pot. Dar există cineva care poate – și acel cineva stă lângă Douglas Winter chiar acum. Mașina se îndreaptă înapoi spre oraș, dar adevărata sa destinație este Zona crepusculară. | ” |

### Intriga
Douglas Winter (Robert Sterling⁠(d)), editorul ziarului The Dansburg Courier, este pe cale să dea faliment din cauza ziarului The Gazette aflat în proprietatea unei corporații. Deși Douglas este un șef excepțional de amabil și înduplecător, personalul său începe să-l abandoneze, când nu le mai poate plăti salariile. După ce operatorul mașinii de tipărit Linotype⁠(d) își dă demisia, singurii săi angajați rămân Douglas însuși și prietena sa Jackie Benson (Pat Crowley⁠(d)). Douglas consideră The Courier unicul său scop în viață; conștient că-l va pierde, se îndreaptă cu mașina către un pod, unde ia în considerare sinuciderea. Acolo este abordat de un bărbat ciudat (Burgess Meredith), care se prezintă drept „Domnul Smith” și spune că a venit în oraș sperând să fie angajat la ziarul The Courier pe posturile de operator de mașină de tipărit și reporter. Deși impresionat de viteza de scriere și precizia domnului Smith, Doug încearcă să-l convingă să renunțe, menționând că nu-l poate asigura unu salariu și nici măcar nu poate relua operațiunile ziarului din cauza unei datorii neachitate de aproape 5.000 de dolari. Domnul Smith îi împrumută imediat cei 5.000 de dolari necesari. 
La scurt timp după angajare, domnul Smith întocmește un raport despre un jaf bancar întâmplat cu doar o jumătate e oră înainte. Afacerile prosperă pentru micul ziar, în timp ce domnul Smith lasă fără subiecte ziarul The Gazette, publicând ediții speciale care sunt vândute pe stradă la abia două ore după evenimentele relatate. Proprietarul The Gazette, domnul Franklin, se oferă să cumpere The Courier. Cu toate că Douglas însuși se îndoiește de faptul că mica sa afacere poate să stea în calea tacticilor de monopolizare ale lui Franklin, considerând că succesul să se datorează norocului, acesta refuză oferta. A doua zi, un incendiu distruge clădirea The Gazette. Când o ediție a ziarului este pusă la vânzare la doar două ore după întâmplare, Franklin îl acuză pe Doug că a pus la cale incendiul. Doug are martori care să-i coroboreze afirmațiile, iar când îl întreabă pe domnul Smith dacă a provocat incendiul, Smith ocolește întrebarea.
Jackie, care nu are încredere în domnul Smith, îl îndeamnă pe Douglas să-i spună de unde a venit și că ar trebui să-l concedieze din moment ce datoria a fost plătită. Acesta refuză și devine iritat când este întrebat ce făcea pe podul pe care l-a întâlnit pe Smith.
În cele din urmă, domnul Smith dezvăluie de ce s-a alăturat The Courier. Acesta dorește ca Doug să semneze un contract conform căruia serviciile sale vor fi la dispoziția lui cu o singură condiție: trebuie să-și vândă sufletul. Doug privește cu reticență propunerea, dar domnul Smith, prin intermediul dublugânditului, susține că deși el se consideră Diavolul, este în mod clar nebun, iar pentru om sofisticat și cu picioarele pe pământ ca Doug, sufletele și diavolul nu există. Doug decide să semneze contractul.
În cele din urmă, ajunge la concluzia că domnul Smith provoacă într-un fel evenimentele despre care redactează articole și îi spune acestuia că nu-l mai vrea la The Courier. Smith susține că plecarea sa este imposibilă din moment ce contractul a fost semnat și începe să redacteze o poveste despre Jackie, care este rănită într-un accident de mașina la 11:30 - o oră și jumătate în viitor. De asemenea, îi aduce la cunoștință lui Douglas că, atunci când a devenit angajat al ziarului, a modificat mașina de tipărit în așa fel încât orice tipărește, devine realitate. Domnul Smith îl amenință că Jackie va muri din cauza rănilor sale dacă acesta nu se va sinucide; dacă Douglas moare, Smith îi va putea revendica sufletul și va începe să caute noi clienți. În timp ce Douglas părăsește clădirea și pornește în căutarea lui Jackie, acesta revine la locul de muncă, unde îl confruntă pe domnul Smith. Acesta din urmă este de acord să demisioneze dacă Jackie este de acord să-l conducă la gară.
După ce nu reușește să o găsească, Doug se întoarce și utilizează mașina de tipărit pentru a redacta un nou articol. Mașina celor doi iese în decor, dar Jackie scapă nevătămată și domnul Smith dispare. Doug îi prezintă articolul lui Jackie, care spune că Smith a părăsit orașul la 11:29, iar contractul său este declarat nul⁠(d), deoarece Doug nu a înțeles pe deplin condițiile contractului. Douglas continuă să conducă The Courier după ce mașina de tipărit este distrusă și transportată.

### Concluzie
| “ | Părăsiți mașinăria infernală și, odată cu ea, pe maiestatea sa Lucifer, prințul întunericului – cunoscut sub numele de domnul Smith. A plecat, dar nu definitiv; nu-i stă în fire. Și s-ar putea să se întoarcă, cu un alt bilet... pentru Zona crepusculară. | ” |